# Copa del Món de Futbol de 1954 - Grup 2
El Grup 2 de la Copa del Món de Futbol 1954, disputada a Suïssa, estava compost per quatre equips. Abans de començar s'establiren dos caps de sèrie, de forma que, en lloc del tradicional enfrontament tots contra tots, només s'enfrontaren els caps de sèrie contra els que no ho eren, per un total de quatre partits per grup. En cas d'empat entre dos seleccions es disputà un partit de desempat. Els dos millors classificats passaren a jugar la segona fase, els quarts de final.

## Integrants
El grup 2 està integrat per les seleccions següents:
| Hongria | Alemanya Occidental | Turquia | Corea del Sud |
| ------- | ------------------- | ------- | ------------- |

## Classificació
| Pos | Equip               | PJ | PG | PE | PP | GF | GC | DG  | Pts | Classificació                         |
| --- | ------------------- | -- | -- | -- | -- | -- | -- | --- | --- | ------------------------------------- |
| 1   | Hongria             | 2  | 2  | 0  | 0  | 17 | 3  | +14 | 4   | Avança a la segona fase               |
| 2   | Alemanya Occidental | 2  | 1  | 0  | 1  | 7  | 9  | −2  | 2   | Van disputar un partit pel segon lloc |
| 3   | Turquia             | 2  | 1  | 0  | 1  | 8  | 4  | +4  | 2   | Van disputar un partit pel segon lloc |
| 4   | Corea del Sud       | 2  | 0  | 0  | 2  | 0  | 16 | −16 | 0   |                                       |

## Partits

### Alemanya Occidental vs Turquia
| Alemanya Occidental                                   | 4–1     | Turquia |
| ----------------------------------------------------- | ------- | ------- |
| Schäfer 14' · Klodt 52' · O. Walter 60' · Morlock 84' | Informe | Suat 2' |

### Hongria vs Corea del Sud
| Hongria                                                                             | 9–0     | Corea del Sud |
| ----------------------------------------------------------------------------------- | ------- | ------------- |
| Puskás 12', 89' · Lantos 18' · Kocsis 24', 36', 50' · Czibor 59' · Palotás 75', 83' | Informe |               |

### Hongria vs Alemanya Occidental
| Hongria                                                                  | 8–3     | Alemanya Occidental                 |
| ------------------------------------------------------------------------ | ------- | ----------------------------------- |
| Kocsis 3', 21', 69', 78' · Puskás 17' · Hidegkuti 52', 54' · J. Tóth 75' | Informe | Pfaff 25' · Rahn 77' · Herrmann 84' |

### Turquia vs Corea del Sud
| Turquia                                                      | 7–0     | Corea del Sud |
| ------------------------------------------------------------ | ------- | ------------- |
| Suat 10', 30' · Lefter 24' · Burhan 37', 64', 70' · Erol 76' | Informe |               |

### Partit pel segon lloc: Alemanya Occidental vs Turquia
| Alemanya Occidental                                                     | 7–2     | Turquia                  |
| ----------------------------------------------------------------------- | ------- | ------------------------ |
| O. Walter 7' · Schäfer 12', 79' · Morlock 30', 60', 77' · F. Walter 62' | Informe | Mustafa 21' · Lefter 82' |